# Leccionario 201
El Leccionario 201, designado por la sigla ℓ 201 (en la numeración Gregory-Aland), es un manuscrito griego del Nuevo Testamento. Paleográficamente ha sido asignado al siglo XIII.

## Descripción
El códice contiene enseñanzas de los Evangelios de Juan, Mateo, Lucas, con algunas lagunas. El texto está escrito en letras griegas minúsculas, en 187 hojas de pergamino (26,5 cm x 19,5 cm), en dos columnas por página, 27 líneas por página. Según el escribano del manuscrito el leccionario se encuentra "descuidado y mal escrito".

## Historia
Frederick Henry Ambrose Scrivener y Caspar René Gregory datan el manuscrito del siglo XIII, el Instituto de Investigación Textual del Nuevo Testamento lo relaciona también con el siglo XIII. Se añadió a la lista de los manuscritos del Nuevo Testamento por Scrivener (número 209). Gregory lo vio en 1883. El manuscrito no se cita en las ediciones del Nuevo Testamento griego (UBS3). Actualmente, el códice se encuentra en la Biblioteca Bodleiana, en Oxford, Inglaterra.